# Вяземский, Иван Михайлович
Князь Иван Михайлович Вяземский — голова и воевода во времена правления Ивана IV Васильевича Грозного, Фёдора Ивановича и Бориса Годунова.
Из княжеского рода Вяземские. Единственный сын князя Михаила Ивановича Вяземского, упомянутого в 1551 году рындою с государевым доспехом, в походе к Полоцку.

## Биография
В 1577 году письменный голова в Кореле и послан начальником войск против пришедших в Карельские места шведов, коих разбил и прогнал. В 1593 году послан с Росны первым воеводою в земляной город Иван-города. В этом же году местничал с князем Иваном Андреевичем Елецким. В 1594 году отправлен с царским наказом в Новгород, как видно из местнического дела 1626 года В. Н. Пушкина, послан он туда «для сыска». В 1596 году четвёртый воевода в Орешке. В 1598 году второй воевода у обоза в государевом походе в Серпухов в связи с крымской угрозою. В 1599—1600 годах первый воевода в Верхотурье.
По родословной росписи показан бездетным.